# Cmentarz Hloubětínski
Cmentarz Hloubětínski (cz. Hloubětínský hřbitov) – cmentarz położony w stolicy Czech w dzielnicy Praga 14 (Hloubětín) między ulicami Kolbenovą a Zálužską.

## Historia
Cmentarz ma kształt prostokąta i zajmuje powierzchnię 1,24 ha, został założony w 1904 po likwidacji cmentarza przy kościele świętego Jerzego (cz. "Kostel svatého Jiří"). Teren ten został odkupiony od zakonu Krzyżowców z Czerwoną Gwiazdą. Nekropolia składa się z dwóch części, starszej i nowej, która powstała w 1945, pochowano tu wówczas ofiary powstania majowego. W centralnej części cmentarza znajduje się ogrodzona ozdobną kratą kwatera z cokołem zwieńczonym krzyżem, spoczywa w niej 61 zakonników z zakonu Krzyżowców z Czerwoną Gwiazdą (wśród nich Václav Bělohlávek, pisarz, teolog i archiwista zakonu). Ogółem na cmentarzu znajduje się 60 grobowców, 1079 tradycyjnych grobów i 495 grobów urnowych, od początku istnienia pochowano tu 4575 osób (stan na 1999). 